# Dome (przedsiębiorstwo)
Dome Co., Ltd (jap. 株式会社童夢, Kabushiki-gaisha Dōmu) – japoński konstruktor samochodów wyścigowych.

## Historia
W 1965 roku Minoru Hayashi zbudował swój pierwszy samochód. Był to pojazd oparty na Hondzie S600, która zaczęła być produkowana rok wcześniej. Na początku lat 70. Hayashi zaczął produkować nadwozia do jednomiejscowych bolidów Japońskiej Formuły 500 cm³. W 1975 roku Hayashi założył w Kioto firmę Dome, której celem była produkcja samochodów niskoseryjnych oraz rozwój technologii poprzez używanie samochodów wyścigowych. Pierwszy samochód Dome, model Zero, został zaprezentowany podczas Geneva Motor Show w 1978 roku. Jego wersją eksportową było Dome Zero P2, ale oba te modele nie uzyskały homologacji i nie mogły zostać wdrożone do seryjnej produkcji. W 1979 dwa modele Zero wzięły udział w wyścigu 24h Le Mans.
W 1980 roku Hayashi zdecydował się rozpocząć budowę samochodów dla Japońskiej Formuły 3. Samochody te odnosiły sukcesy, a tacy kierowcy, jak Osamu Nakano czy Shuji Hyodo zdobywali tytuły w tej serii. Pod koniec lat 80. Dome rozpoczęło projektowanie samochodów sportowych dla zespołu TOM’s. W 1987 roku firma rozpoczęła ściganie w Japońskiej Formule 3000 z Janem Lammersem za kierownicą, a jej celem była rywalizacja w Formule 1. W 1988 roku Dome utworzyło oddzielną firmę – Jiotto Design, która miała projektować samochody. Firma ta dysponowała swoim tunelem aerodynamicznym w skali 25% (wcześniej używanym przez JARI), technologiami CAD i CAM oraz autoklawami. Dome kontynuowało także rywalizację w Japońskiej Formule 3000 z takimi kierowcami, jak Lammers, Keiji Matsumoto, Ross Cheever i Thomas Danielsson. W 1992 roku do zespołu dołączył Marco Apicella, który w 1994 roku został mistrzem Japońskiej Formuły 3000. Program Japońskiej Formuły 3000 był kontynuowany do 1998 roku z Shinjim Nakano, Katsumim Yamamoto i Juichi Wakisakim, ale bez większych sukcesów.
Na początku 1995 roku menedżer Minardi, Tadashi Sasaki, dołączył do Dome, a jesienią firma ogłosiła plany wstąpienia do Formuły 1. W tym celu Akiyoshi Oku zaprojektował Dome F105, który w 1996 roku był testowany przez Apicellę, Nakano i Naokiego Hattoriego. Brak funduszy uniemożliwił Dome debiut w Formule 1.
W 2000 roku firma wybudowała tunel aerodynamiczny w skali 50%. Od tamtego czasu Dome skupiło się na takich projektach, jak rozwój Hondy HSV-010 GT oraz rywalizacja w wyścigach 24h Le Mans.

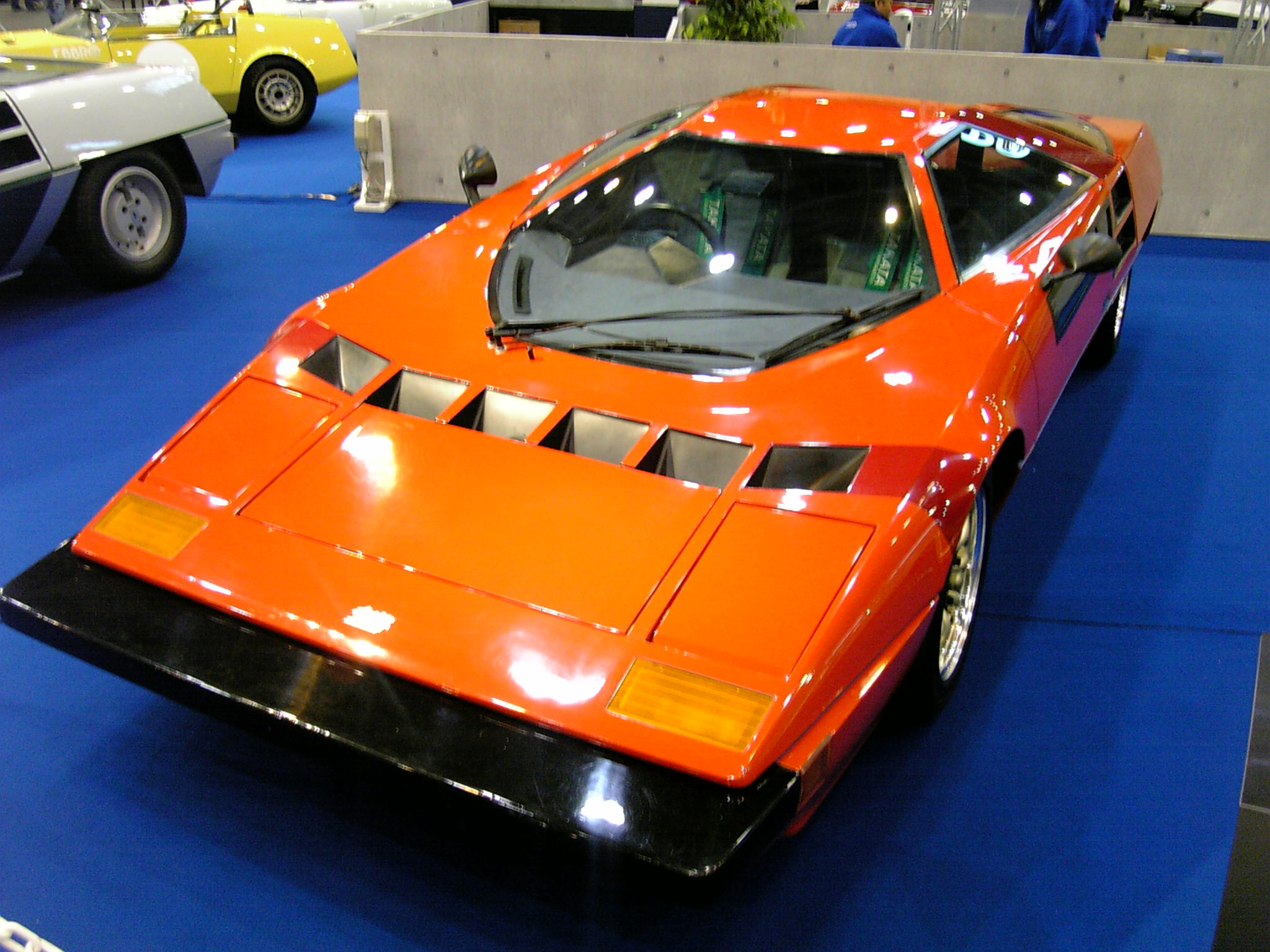
Dome Zero P2